# Діксон-Ентранс

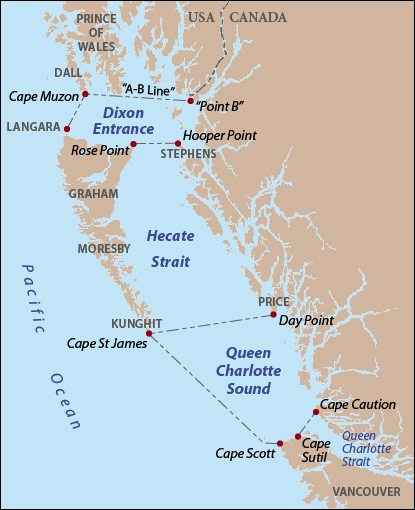
Мапа протоки Гекате

Діксон-Ентранс  (англ. Dixon Entrance) 54°22′ пн. ш. 132°20′ зх. д. / 54.367° пн. ш. 132.333° зх. д. — тихоокеанська протока шириною 80 км по довжині, яка відділяє штат США Аляску від  провінції Канади Британська Колумбія.
У мові місцевого народу Хайда назва протоки «Сігей» або «Океан».
Діксон-Ентранс — частина Серединного проходу, морського шляху, який сполучає протоку Клеренса (англ. Clarence Strait) від архіпелагу Олександри в Алясці на півночі та протоку Гекате з островами Хайда-Гваї на півдні. Головним островом на півночі є острів Принца Уельського.

## Історія
Протока Діксон-Ентранс названа Джозефом Бенксом (англ. Joseph Banks) на честь капітана Джорджа Діксона (англ. George Dixon), офіцера Королівського флоту, першовідкривача Діксон-Ентранса в 1787 р.